# 12 de Octubre Football Club
El 12 de Octubre Football Club és un club de futbol de la ciutat d'Itauguá, al Paraguai.

## Història
El club va ser fundat el 14 d'agost de 1914. En els seus inicis participà en les lligues de l'interior on guanyà molts torneigs fins que va ascendir a la primera divisió paraguaiana el 1997. L'any 2002 guanyà el Torneo Apertura.

## Palmarès
- Segona divisió paraguaiana de futbol (1): 1997
- Lliga d'Itauguá (14): 1924, 1926, 1927, 1977, 1980, 1983, 1985, 1986, 1987, 1988, 1989, 1991, 1993, 1995

## Jugadors destacats
- Salvador Cabañas
- Luis Alberto Monzón
- Freddy Bareiro
- Darío Verón
- Julio César Enciso